# Solanin
Solanin (jap. ソラニン Soranin) – manga autorstwa Inio Asano, publikowana na łamach magazynu „Shūkan Young Sunday” wydawnictwa Shōgakukan od czerwca 2005 do kwietnia 2006. Na jej podstawie powstał film live action w reżyserii Takahiro Mikiego.

## Fabuła
Meiko i Taneda ukończyli studia dwa lata temu, jednak wciąż nie są pewni co do dalszego biegu swojego życia. Meiko pracuje jako pracownica biurowa, aby opłacić czynsz za mieszkanie, a Taneda jako ilustrator w firmie prasowej, zarabiając tylko tyle, aby odciążyć Meiko. Chociaż Taneda często spotyka się z kolegami z zespołu z czasów uniwersyteckich, aby wspólnie grać, wciąż czuje, że czegoś mu brakuje. Jego przyjaciele wkrótce zdają sobie sprawę, co to jest: muszą wyjść na zewnątrz, wypromować się i pozwolić, by ich piosenki usłyszała szersza publiczność; co było ich marzeniem odkąd po raz pierwszy spotkali się w uniwersyteckim „Klubie muzyki popularnej”.
Niezadowoleni z obecnej sytuacji życiowej i ponurej codzienności, podejmują dwie ważne decyzje: Meiko postanawia rzucić pracę, a Taneda decyduje się poświęcić czas na napisanie swojej pierwszej prawdziwej piosenki. Wyrwawszy się z dawnej rutyny, Meiko i Taneda powoli zaczynają akceptować swoją nieprzewidywalną przyszłość, jednakże wkrótce niespodziewana tragedia zmienia życie ich i ich przyjaciół na zawsze.

## Manga
Seria ukazywała się w magazynie „Shūkan Young Sunday” wydawnictwa Shōgakukan od 30 czerwca 2005 do 6 kwietnia 2006. Manga została następnie opublikowana w dwóch tankōbonach, wydanych między 5 grudnia 2005 a 2 maja 2006. Wydanie zbiorcze zawierające kolorowe ilustracje oraz epilog zostało wydane przez Shōgakukan 30 października 2017.
W Polsce manga ukazała się nakładem wydawnictwa Hanami.
| Nr | Język japoński | Język japoński         | Język polski     | Język polski           |
| Nr | Data wydania   | ISBN                   | Data wydania     | ISBN                   |
| -- | -------------- | ---------------------- | ---------------- | ---------------------- |
| 1  | 5 grudnia 2005 | ISBN 978-4-091-53321-0 | październik 2009 | ISBN 978-83-60740-30-9 |
| 2  | 2 maja 2006    | ISBN 978-4-091-89736-7 | luty 2010        | ISBN 978-83-60740-34-7 |

## Flim live action
Na podstawie mangi powstał film live action wyreżyserowany przez Takahiro Mikiego, w którym rolę głównej bohaterki zagrała Aoi Miyazaki. Został wydany w Japonii 3 kwietnia 2010. W tym samym roku zespół Asian Kung-Fu Generation wydał singiel „Solanin”, z tekstem napisanym przez Inio Asano, autora mangi. Piosenka ta pojawiła się w wersji filmowej. Zespół wykonał również motyw końcowy do filmu.

## Odbiór
W 2009 roku manga została nominowana do nagrody Eisnera. W tym samym roku była również nominowana do nagrody Harveya. Deb Aoki z About.com opisała Solanina jako najlepszą nową mangę typu one-shot 2008 roku, wraz z Dziennikiem z zaginięcia.